# تروپیکانا لاس وگاس
تروپیکانا لاس وگاس (انگلیسی: Tropicana Las Vegas) یک هتل و کازینو در جنوب بلوار لاس وگاس استریپ، آمریکا بود.
این هتل که در سال ۱۹۵۷ تأسیس شده بود دارای ۱۶۴۷ اتاق، ۴٬۶۰۰ فضای کازینو و ۶٬۷۰۰ مترمربع فضای همایش و نمایشگاه بوده است. در سال 2022 توسط Bally's Corporation خریداری شد و پس از انتقال مالکیت هتل Horseshoe فعلی (سابقا Bally's) به شرکت Caesars Entertainment، با تخریب آن جهت ساخت استادیوم بیس بال تیم اوکلند اتلتیکس در سال 2024 موافقت شد.
دو برج اتاقهای این هتل و کازینو در تاریخ ۹ اکتبر ۲۰۲۴ طی یک عملیات تخریب کنترل شده طی ۲۲ ثانیه با اختلاف ۳ ثانیه پس از یکدیگر تخریب شدند. ابتدا برج پارادایس (سابقا تیفانی) و سپس برج کلاب (آیلند) تخریب شد. ۶ ماه قبل از آن هتل برای همیشه توسط Bally's بسته و عملیات تخریب آغاز شده بود.

## نگارخانه

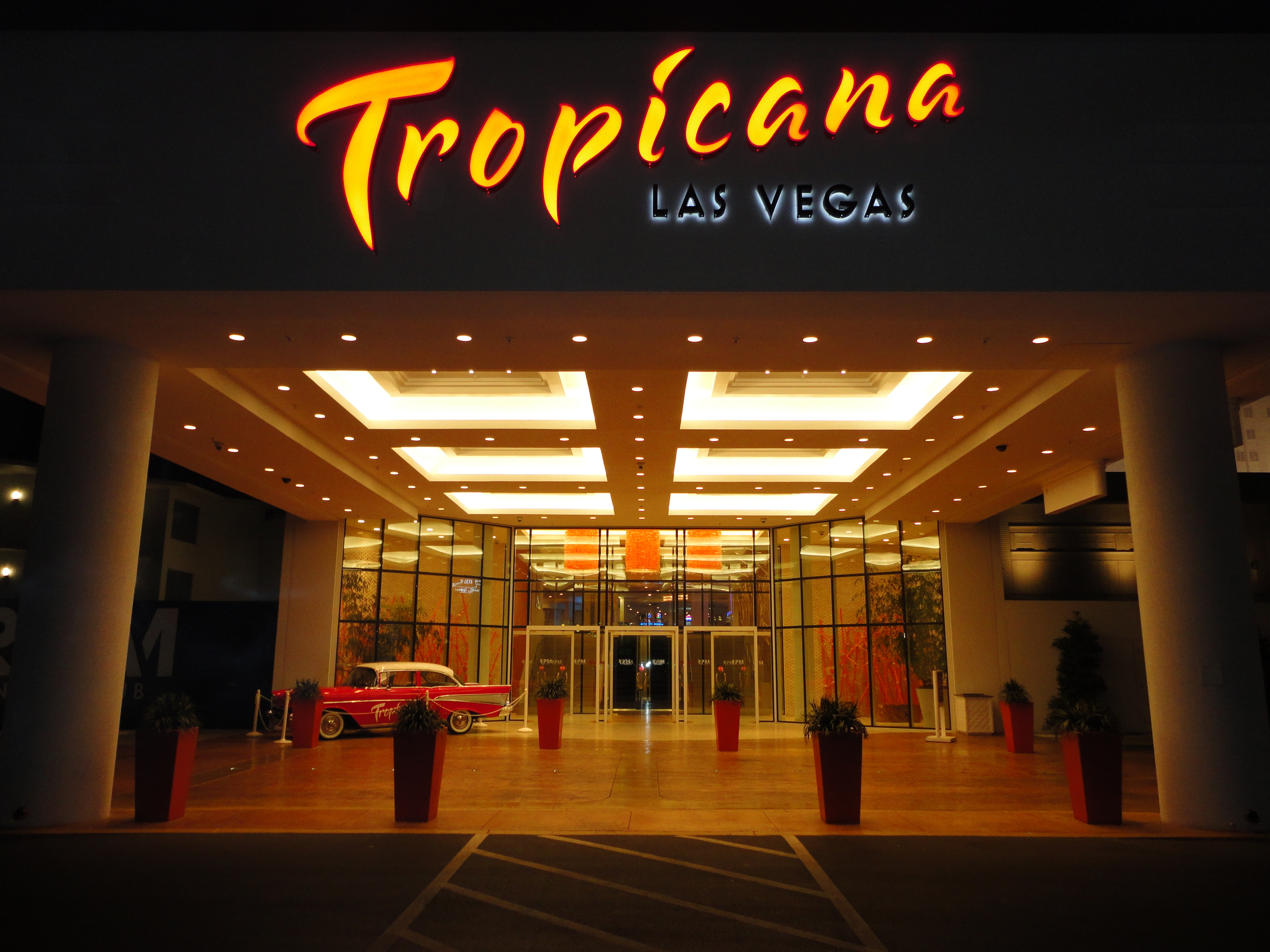
ورودی
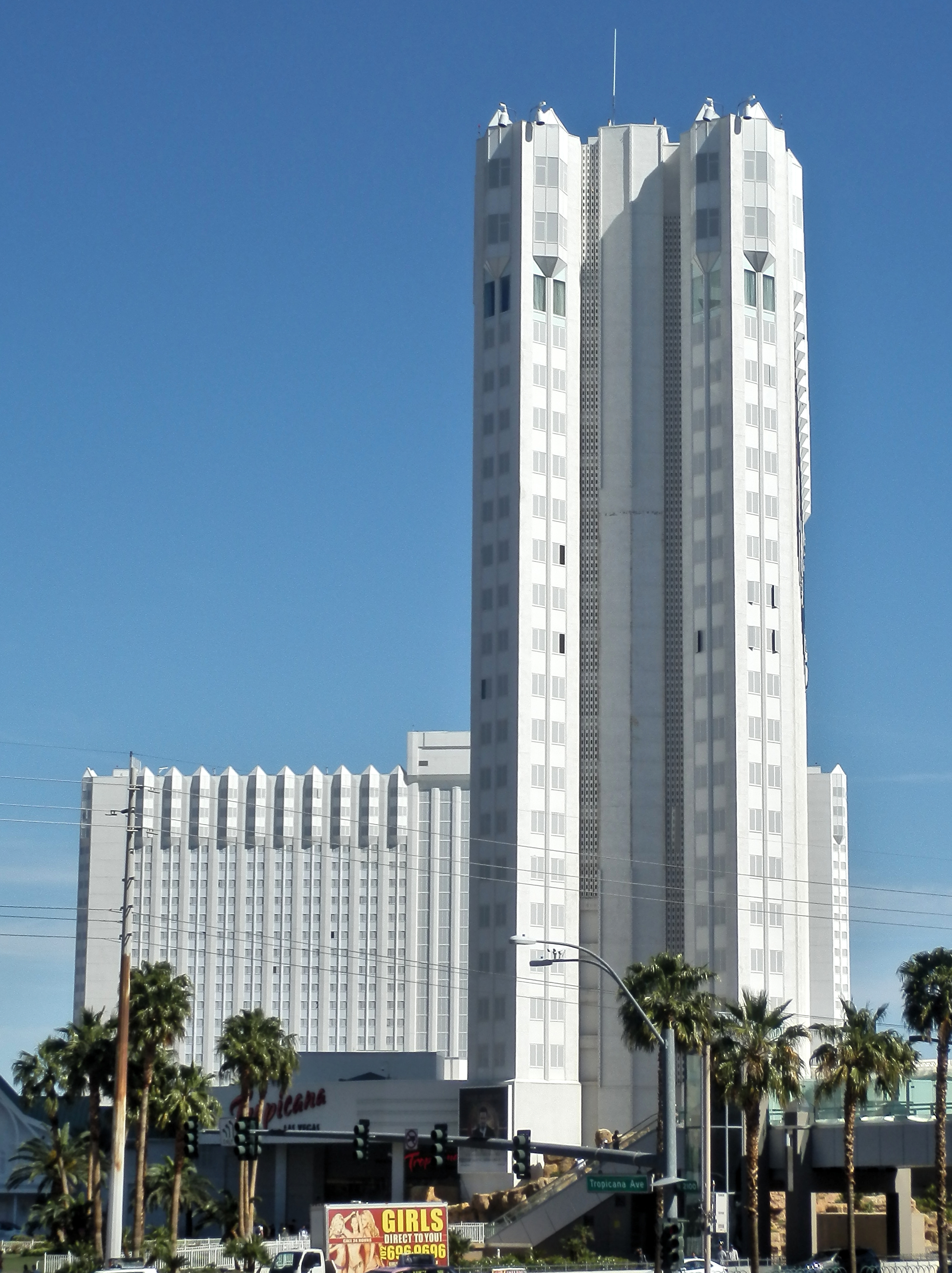
۲۰۱۸
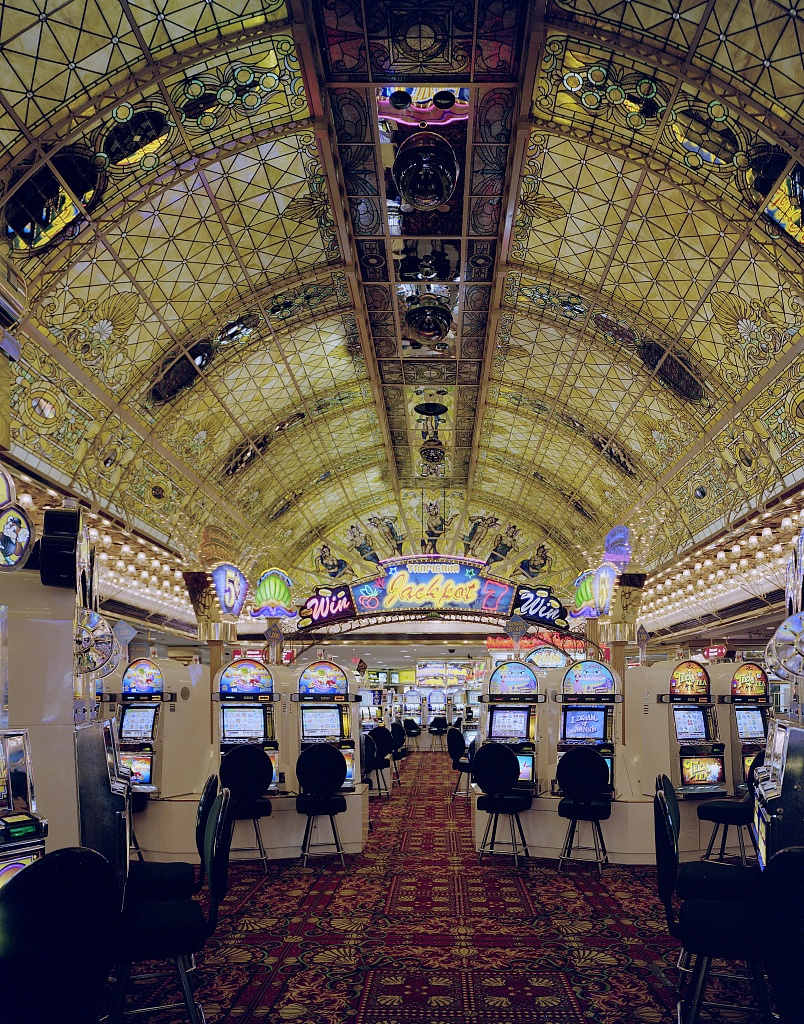
داخل کازینو، ۲۰۱۱
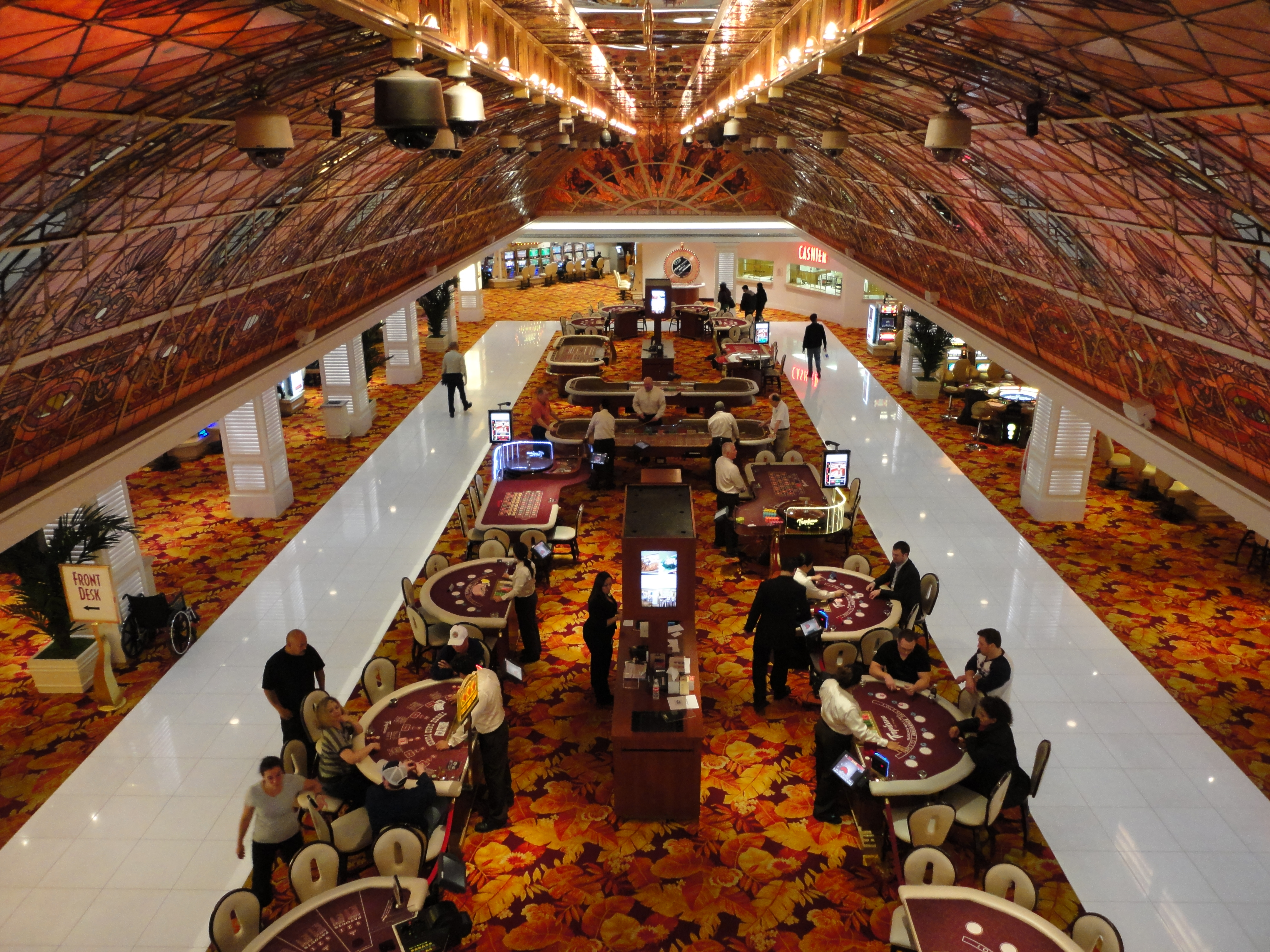
داخل کازینو، ۲۰۱۲